# Davide Tieghi
Davide Tieghi (fl. XX secolo) è stato un calciatore italiano, di ruolo difensore.

## Carriera
Dopo aver militato nella Juventus Massa e nella Virtus Spezia, nella stagione 1924-1925 passa allo Spezia con cui disputa 7 partite in massima serie.
Con i liguri gioca anche la stagione successiva in Seconda Divisione.